# UCHL5
UCHL5 (англ. Ubiquitin C-terminal hydrolase L5) – білок, який кодується однойменним геном, розташованим у людей на короткому плечі 1-ї хромосоми.  Довжина поліпептидного ланцюга білка становить 329 амінокислот, а молекулярна маса — 37 607.
| 10         |  | 20         |  | 30         |  | 40         |  | 50         |
| ---------- |  | ---------- |  | ---------- |  | ---------- |  | ---------- |
| MTGNAGEWCL |  | MESDPGVFTE |  | LIKGFGCRGA |  | QVEEIWSLEP |  | ENFEKLKPVH |
| GLIFLFKWQP |  | GEEPAGSVVQ |  | DSRLDTIFFA |  | KQVINNACAT |  | QAIVSVLLNC |
| THQDVHLGET |  | LSEFKEFSQS |  | FDAAMKGLAL |  | SNSDVIRQVH |  | NSFARQQMFE |
| FDTKTSAKEE |  | DAFHFVSYVP |  | VNGRLYELDG |  | LREGPIDLGA |  | CNQDDWISAV |
| RPVIEKRIQK |  | YSEGEIRFNL |  | MAIVSDRKMI |  | YEQKIAELQR |  | QLAEEEPMDT |
| DQGNSMLSAI |  | QSEVAKNQML |  | IEEEVQKLKR |  | YKIENIRRKH |  | NYLPFIMELL |
| KTLAEHQQLI |  | PLVEKAKEKQ |  | NAKKAQETK  |  |            |  |            |

A: Аланін

C: Цистеїн

D: Аспарагінова кислота

E: Глутамінова кислота

F: Фенілаланін

G: Гліцин

H: Гістидин

I: Ізолейцин

K: Лізин

L: Лейцин

M: Метіонін

N: Аспарагін

P: Пролін

Q: Глутамін

R: Аргінін

S: Серин

T: Треонін

V: Валін

W: Триптофан

Кодований геном білок за функціями належить до гідролаз, протеаз, тіолових протеаз. 
Задіяний у таких біологічних процесах як транскрипція, регуляція транскрипції, пошкодження ДНК, репарація ДНК, рекомбінація ДНК, убіквітинування білків, поліморфізм, ацетиляція, альтернативний сплайсинг. 
Локалізований у цитоплазмі, ядрі.